# Villars-le-Sec
Villars-le-Sec település Franciaországban, Territoire de Belfort megyében. Lakosainak száma 178 fő (2022. január 1.). Villars-le-Sec Basse-Allaine, Boncourt, Bure, Croix és Saint-Dizier-l’Évêque községekkel határos.

## Népesség
A település népessége az elmúlt években az alábbi módon változott:
| Lakosok száma | 155  | 167  | 172  | 181  | 180  | 179  | 178  | 177  | 178  |
|               | 2013 | 2015 | 2016 | 2017 | 2018 | 2019 | 2020 | 2021 | 2022 |